# Karl von Imhoff
Karl Sigmund Friedrich Georg Gustav Freiherr von Imhoff (* 4. Dezember 1875 in München; † 29. Oktober 1961 in Farchant) war ein bayerischer Beamter.

## Leben
Karl von Imhoff war ein Sohn des späteren königlich-bayerischen Obersts Gustav von Imhoff (1847–1897) und der Henriette, geb. Behaim Freiin von Schwarzbach (1849–1917), Tochter des königlich bayerischen Majors Karl Behaim Freiherr von Schwarzbach und der Henriette von Schmidt auf Altenstadt.
1918 war er königlich bayerischer Kämmerer und Bezirks-Amtmann. Am 24. Januar 1918 heiratete er im oberbayerischen Partenkirchen Elisabeth Edle von Sedelmair (* 7. Dezember 1879 in Nürnberg).
Ab dem 6. August 1919 war er für die Dauer der Beurlaubung des Ministerialdirektors Ludwig Huber Stellvertreter im Staatenausschuss. Im gleichen Jahr wurde er stellvertretender Bevollmächtigter Bayerns zum Reichsrat und blieb dies bis zur Auflösung des Reichsrates im Juni 1934. 1922 wurde er Ministerialrat und erhielt 1928 für die Dauer seine Tätigkeit die Amtsbezeichnung Ministerialdirektor.
Ab mindestens 1929 war Imhoff Förderer der SA in Berlin und ab Mai 1931 Mitglied des NS-Opferrings Großberlin. Zum 1. Mai 1933 trat er der NSDAP bei (Mitgliedsnummer 3.473.339).
Innerhalb der stellvertretenden Bevollmächtigten Bayerns war es mit Franz Sperr bereits zu einem Machtkampf gekommen und trotz der Versetzung von Imhoff nach München sollte dieser und nicht Sperr als Bevollmächtigter der bayerischen Regierung in Berlin auftreten, worüber sich Sperr hinwegsetzte. Adolf Wagner hatte für seinen Mitarbeiter Imhoff nämlich eine Regelung aufgesetzt, welche für Imhoff eine Weiterführung seiner Tätigkeiten in Berlin vorsah, Sperr hatte aber Imhoffs Arbeitsräume einfach anderweitig verwendet. Sperr legte aber später aus Protest gegen den Nationalsozialismus sein Amt nieder und schied aus dem öffentlichen Dienst aus.
Nach seinem Ausscheiden wurde er Personalreferent im Bayerischen Innenministerium und 1935 beurlaubt.
Für die Vorbereitung der Olympischen Spiele 1936 in München traf er anfangs mehrfach mit dem Organisator Hans Ritter von Lex, welchen er aus der Studentenverbindung Akademischer Gesangverein München kannte, dem beide angehörten, zusammen.
Ab 1937 war Imhoff als Ministerialrat am Rechnungshof. 1941 wurde er hier Ministerialdirektor. Nachdem seine Wohnung durch einen Fliegerangriff zerstört worden war, ging er im April 1944 in den Ruhestand.
1936 war er Ehrenritter des Johanniterordens, zuletzt Rechtsritter.